# Бизенёй
Бизенёй (фр. Bizeneuille) — коммуна во Франции, находится в регионе Овернь. Департамент коммуны — Алье. Входит в состав кантона Эриссон. Округ коммуны — Монлюсон.
Код INSEE коммуны — 03031.

## Население
Население коммуны на 2008 год составляло 292 человека.
| 1962 | 1968 | 1975 | 1982 | 1990 | 1999 | 2008 |
| ---- | ---- | ---- | ---- | ---- | ---- | ---- |
| 433  | 442  | 350  | 343  | 292  | 287  | 292  |

## Экономика
В 2007 году среди 169 человек в трудоспособном возрасте (15—64 лет) 130 были экономически активными, 39 — неактивными (показатель активности — 76,9 %, в 1999 году было 77,3 %). Из 130 активных работали 119 человек (69 мужчин и 50 женщин), безработных было 11 (3 мужчин и 8 женщин). Среди 39 неактивных 11 человек были учениками или студентами, 19 — пенсионерами, 9 были неактивными по другим причинам.

## Достопримечательности
- Церковь (XII—XIII века)
- Лес Леспинас
- Замок Граншан
- Замок Баньяр
- Замок Мовезиньер